# Rio Bistrița (Jiu)
O Rio Bistriţa é um rio da Romênia afluente do Rio Tismana, localizado no distrito de Gorj.